# Klassificerare
En klassificerare är en funktion från en godtycklig mängd till en ändlig mängd. Elementen i målmängden kallas vanligen klasser. En algoritm som delar in observationer i olika klasser kallas klassificerare.
I praktiken brukar klassificerare implementeras med hjälp av regler, antingen valda manuellt eller genom att träna statistiska metoder.
Ett exempel på klassificering är spamfilter som avgör om ett e-brev är spam eller inte.
Exempel på klassificeringsmetoder:
- Linjär klassificerare (till exempel perceptron eller stödvektormaskin med linjär kärna)
- Generaliserad linjär klassificerare, till exempel stödvektormaskin
- Naiv Bayesiansk klassificering
- Beslutsträd, manuellt konstruerade eller byggda automatiskt till exempel med ID3.
- Artificiella neurala nät, till exempel tränade med backpropagation.
- Maximum entropy